# Ichneumon cerussatus
Ichneumon cerussatus är en stekelart som beskrevs av Schiodte 1839. Ichneumon cerussatus ingår i släktet Ichneumon och familjen brokparasitsteklar. Inga underarter finns listade i Catalogue of Life.